# Albert De Roocker
Albert De Roocker (25 de janeiro de 1904 – data da morte desconhecida) foi um esgrimista belgo que participou dos Jogos Olímpicos de Verão de 1924, sob a bandeira da Bélgica.